# Verrucaria maculicarpa
Verrucaria maculicarpa är en lavart som beskrevs av Breuss. Verrucaria maculicarpa ingår i släktet Verrucaria och familjen Verrucariaceae.   Inga underarter finns listade i Catalogue of Life.